# Scythrops novaehollandiae
El cuco tucán (Scythrops novaehollandiae) es una especie de ave cuculiforme de la familia Cuculidae.  Habita en el norte y este de Australia, Papúa Nueva Guinea e Indonesia (desde Célebes a las Molucas y Nueva Guinea Occidental); inverna también en Timor Oriental. Es la única especie del género Scythrops. No se conocen subespecies.

## Distribución ysubespecies
Se reconocen las siguientes:
- S. n. fordi Mason, 1996 - Célebes e islas de su entorno
- S. n. novaehollandiae Latham, 1790 - norte y este de Australia, Nueva Guinea y las Molucas
- S. n. schoddei Mason, 1996 - islas Bismarck